# Andreas Weber (Politiker, 1878)
Andreas Philipp Weber (* 10. August 1878 in Bruchköbel; † 20. Juli 1955 in Frankfurt am Main) war ein deutscher Politiker (SPD).

## Leben
Der Sohn eines Webers besuchte die Volksschule und absolvierte von 1894 bis 1898 eine Schmiedelehre in Hanau. Er ging im Anschluss auf Wanderschaft, zog 1901 nach Griesheim am Main und arbeitete von 1908 bis 1918 als Feuerschmied in Frankfurt am Main.
Weber schloss sich den Sozialdemokraten an und war während der Novemberrevolution Vorsitzender des Arbeiterrates in Griesheim. Er arbeitete von Dezember 1918 bis März 1920 als Parteisekretär für den SPD-Kreisverband Höchst-Homburg-Usingen, war 1919 Beisitzer beim Oberversicherungsamt in Wiesbaden und von 1920 bis 1924 Hilfsreferent in Frankfurt. Später betätigte er sich als Zigarettenfabrikant in Griesheim.
Weber war von 1916 bis 1920 Gemeindeverordneter in Griesheim am Main. Von 1919 bis 1921 war er Mitglied der Verfassunggebenden Preußischen Landesversammlung. Im Februar 1921 wurde er als Abgeordneter in den Preußischen Landtag gewählt, dem er bis 1924 angehörte.